# Boterbier

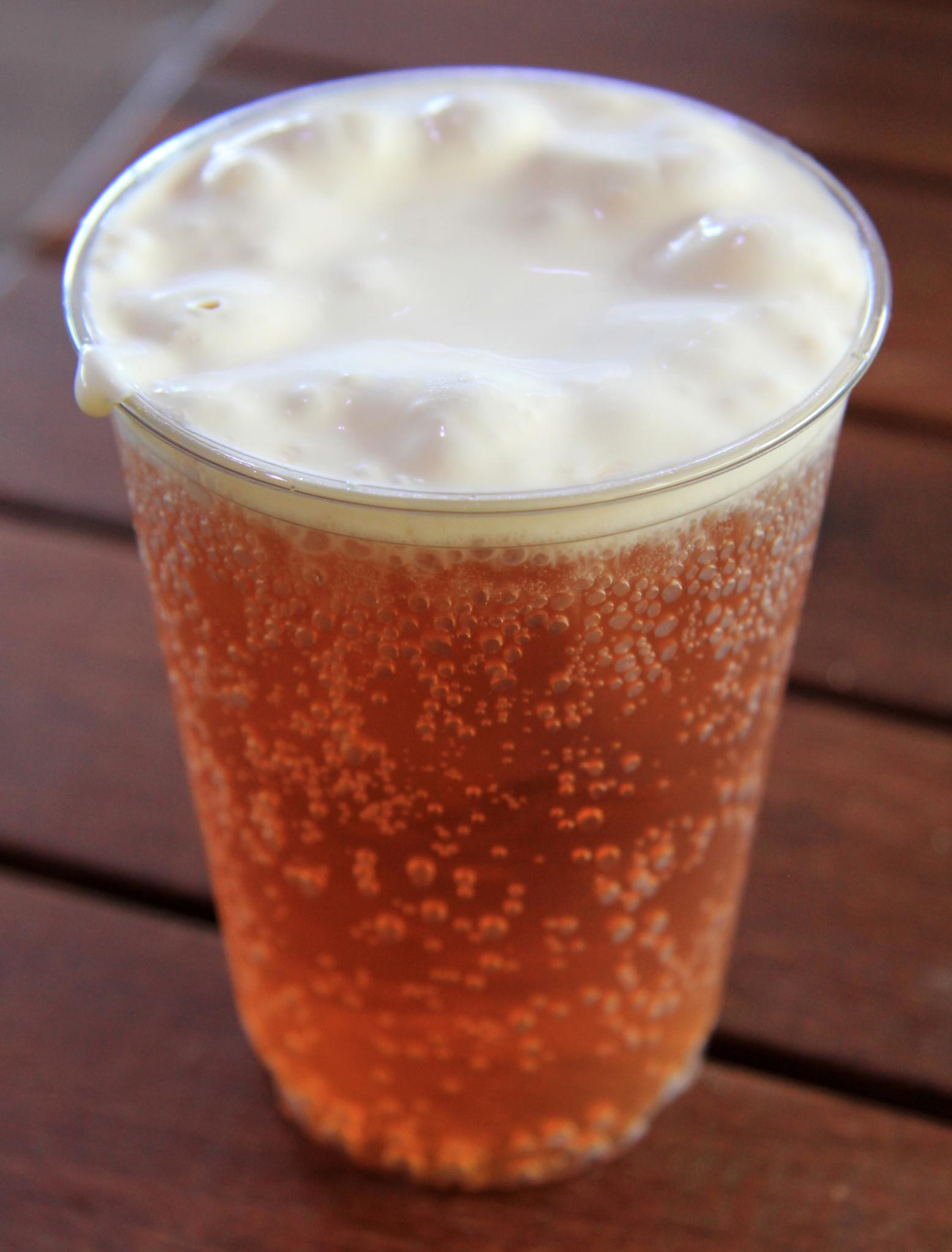
Een beker boterbier

Boterbier is een populaire drank uit de Harry Potterboekenserie van de Britse schrijfster J.K. Rowling. Harry Potter en zijn vrienden en klasgenoten drinken het graag. Het lijkt op gewoon bier, en men wordt er heerlijk warm van vanbinnen.
Na bijvoorbeeld op een koude dag in het tovenaarsstadje Zweinsveld te hebben rondgelopen, zullen veel leerlingen van Zweinstein in het stadje te zien zijn die even in café De Drie Bezemstelen "een boterbiertje" gaan bestellen.
Ook al bevat boterbier alcohol, het lijkt een gering promillage te zijn, omdat zeer jonge kinderen (Harry is dertien wanneer hij het voor het eerst drinkt) het mogen nuttigen. Uit de boeken wordt echter duidelijk dat het wel alcohol moet bevatten omdat Winky, de voormalige huis-elf van Bartolomeus Krenck Sr. en tegenwoordig werkzaam op Zweinstein, er erg dronken van wordt. Dat komt echter alleen doordat boterbier een erg sterk effect heeft op huis-elfen.
Het echte boterbier vindt zijn oorsprong in Engeland onder de regeerperiode van Hendrik VIII in de tijd van de Tudors en werd gemaakt van bier, suiker, eigeel, nootmuskaat en boter.